# Loboschiza
Loboschiza is een geslacht van vlinders van de familie bladrollers (Tortricidae), uit de onderfamilie Olethreutinae.

## Soorten
- L. clytocarpa (Meyrick, 1920)
- L. halysideta (Walsingham, 1900)
- L. koenigiana (Fabricius, 1775)
- L. vulnerata (Walsingham, 1900)